# Mikiyo Tsuda
Mikiyo Tsuda (つだみきよ, Tsuda Mikiyo), est une mangaka japonaise née un 10 janvier, auteur entre autres du manga Princess Princess. Elle écrit certains de ses mangas sous le pseudonyme de Taishi Zaō.

## Travaux

### Écrits sous le nom de Mikiyo Tsuda
- The Day of Revolution (1999)
- Family Complex (2000)
- Princess Princess (2002)
  - Princess Princess + (2006)
- Atsumare! Gakuen Tengoku (2008)

### Écrits sous le nom de Taishi Zaō
- Electric Hands (1998)
- Koi wa Ina Mono Myōna Mono (2002)
- Vivre pour demain (2005)
- Your word is my Command (2005)
- Brothers Battle

#### Coauteur avec Eiki Eiki
- Color (1999)
- Elles (2007)
- Dear Myself (2008)
- Ren'ai Idenshi XX (2009)
- Love Stage!! (2010)